# The View from the Afternoon
«The View from the Afternoon» es una canción de Arctic Monkeys originalmente publicada como la primera canción del primer álbum de la banda, Whatever People Say I Am, That's What I'm Not en enero de 2006. Es de hecho, también la primera canción en Who the Fuck Are Arctic Monkeys? Esta canción vino con un vídeo para promocionarla. A pesar de que nunca se ha realizado como sencillo, es considerada una de las favoritas de los fanes, y es tocada a menudo en vivo.

## Temas
Los temas de "The View from the Afternoon" son basados en la observación del comportamiento de la vida nocturna local. La canción comienza con la frase "La anticipación tiene el hábito de prepararte para una velada decepcionante... ". El vocalista Alex Turner comenta el deseo de una noche que será disfrutable pero que llevaría a la decepción; La frase podría también servir como un comentario de la masiva expectación del álbum en la prensa inglesa antes de su realización. Muchos críticos y fanes han sugerido esto como intencional por parte de Turner. La canción describe varias escenas; Un grupo de mujeres alquilaron una limusina para una fiesta; un apostador que ganó y luego perdió en una tragamonedas de frutas; y una promoción de bebidas en "2 por 1". El coro describe a un individuo ebrio enviando mensajes de texto románticos ("Y hay un verso y un capítulo sobre ella en su bandeja de entrada"). La letra, como otras muchas del mismo álbum, critican la cultura de la vida nocturna descrita en la canción en un sarcástico y ridiculizado tono.

## Composición
Alex Turner dijo "Esta es una de las últimas canciones escritas para el álbum. No hay nada inteligente, es solo acerca de la anticipación de la noche, encontrando confort en la familiaridad y el hecho de que sabes que tienes que mandar un mensaje tonto antes de que salga el sol. Creo que he dejado de hacer eso." La frase "Nunca debes derrotar al bandido", no se refiere a la misma máquina tragamonedas que la banda Reverend and the Makers menciona en la canción "Bandits"; las dos canciones describen el hecho de perder en una máquina tragamonedas.

## Vídeo musical
El vídeo transcurre en mitad de una plaza entre los bloques de High Rise Flats mientras un joven con una parka toca la batería. Después, hay una secuencia de elementos surrealistas: una niña camina con unos cuernos de plástico; un zorro andando; tres tipos tratando de llamar la atención del baterista que los ignora; el joven es alimentado con leche y una breve toma en color de él bañándose en una tina. La música cesa y se muestran sus manos sangrantes resultado de tocar. Luego, es mostrada una toma de un hombre en la oscuridad sosteniendo un bate de béisbol. Tras una breve aparición de la luna, finalmente el hombre del bate se acerca al baterista con intención de golpearlo al tiempo que la canción se detiene y vemos una última escena del joven, bañado en aparente nieve o lo que pueden ser fragmentos de la luna. El vídeo es basado en la historia de Buda. Él es ordenado a que meditara bajo un árbol durante tres días. Mientras meditaba, los demonios vinieron para seducirlo y sabotearlo, pero el resistió. Viendo que Buda padeció de hambre en orden para alcanzar el nirvana, una mujer le da leche para saciar su sed.
El vídeo fue rodado en blanco y negro cerca de los apartamentos Park Hill en Sheffield, de donde son nativos Arctic Monkeys, y dirigido por W.I.Z. para Factory Films.